# Ананьев (город)
Ана́ньев (укр. Ана́ньїв) — город (с 1834 года) в Подольском районе Одесской области. Административный центр Ананьевской городской общины.  Бывший административный центр Ананьевского района Одесской области Украины. Расположен на реке Тилигул в 15 км от железнодорожной станции Жеребково. Известен с 1767 года как казацкая слобода Анань.

## История
Ананьев возник в середине XVIII века как слобода Анани (Анань). По преданию, это название происходит от имени первого поселенца запорожского казака Ананий. Слобода была заселена казаками на землях, принадлежавших Турции. Земли перешли под власть Российской империи в 1792 году по Ясскому договору. В 1834 году переименован в город Ананьев и стал центром Ананьевского уезда Херсонской губернии. В городе проживали преимущественно государственные крестьяне и мещане.  
В 1863 году в городе была открыта больница. В 1875 году построена городская гимназия. 
По данным переписи 1897 года в городе жили 16 684 человек, из них 7 205 (43,19 %) указали украинский (в переписи — «малорусский») язык родным, румынский — 4 174 (25,02 %), идиш («еврейский») — 3 514 (21,06 %), русский («великорусский») — 1 434 (8,60 %), польский — 242 (1,45 %), другие языки — 115 (0,68 %).
В 1914 году в городе построили собор Александра Невского, который стоит по сей день. Ярмарки в Ананьеве происходили 2 раза в год, базары — ежедневно. На них продавали зерно, муку, овощи, домашние промышленные и ремесленные изделия. В начале XX века в городе работали городской банк, сберегательное общество, агентство Бессарабско-Таврического банка, почта и телеграф, типография. Также действовали мужская и женская гимназии, 2 народных училища, 3 церковно-парафияльных школы, еврейское начальное училище и ремесленная школа. Накануне революции в городе проживало более 12 тысяч жителей.
По данным переписи 1926 года, украинцы составляли 50,6 % населения города, молдаване — 20,9 %, евреи — 19,3 %, русские — 8,1 %. Украинский язык родным назвали 48,6 % населения Ананьева, молдавский — 19,3 %, еврейский — 16,9 %, русский — 14,4 %.
В 1930-е годы лишён статуса города и отнесён к категории посёлков городского типа. 4 февраля 1941 года посёлок городского типа Ананьев вновь получил статус города.
По данным переписи 2001 года, население составляло 9 355 человек. Украинцы составляли 87,63 % населения города, русские — 7,32 %, молдаване — 3,57 %. Украинский язык родным назвали 87,88 % населения Ананьева, русский — 9,43 %, молдавский — 2,08 %.

## Население
Население города в 1959 году составляло 7,9 тыс. человек. На 2023 год население составляет около 8,6 тыс. человек.
По данным переписи 1926 года, украинцы составляли 50,6 % населения города, молдаване — 20,9 %, евреи — 19,3 %, русские — 8,1 %.
По данным переписи 2001 года, украинцы составляли 87,63 % населения Ананьева, русские — 7,32 %, молдаване — 3,57 %.

### Языковой состав
Родной язык населения по данным переписи 1897 года:
| Язык                       | Численность, чел. | Доля     |
| -------------------------- | ----------------- | -------- |
| Украинский («малорусский») | 7 205             | 43,19 %  |
| Румынский                  | 4 174             | 25,02 %  |
| Идиш («еврейский»)         | 3 514             | 21,06 %  |
| Русский («великорусский»)  | 1 434             | 8,60 %   |
| Польский                   | 242               | 1,45 %   |
| Другие                     | 115               | 0,68 %   |
| Итого                      | 16 684            | 100,00 % |

По данным переписи 1926 года, украинский язык родным назвали 48,6 % населения Ананьева, молдавский — 19,3 %, еврейский — 16,9 %, русский — 14,4 %.
Родной язык населения по данным переписи 2001 года:
| Язык       | Численность, чел. | Доля     |
| ---------- | ----------------- | -------- |
| Украинский | 8 221             | 87,88 %  |
| Русский    | 882               | 9,43 %   |
| Молдавский | 195               | 2,08 %   |
| Другое     | 57                | 0,61 %   |
| Итого      | 9 355             | 100,00 % |

Украинский язык является основным и единственным официальным языком города.
Вторжение России на Украину спровоцировало новую волну украинизации в городе, всё больше людей предпочитают говорить на украинском языке.
По данным Государственной службы статистики Украины в 2023/24 учебном году из 262 998 учащихся в учреждениях общего среднего образования в Одесской области 261 228 (99,33 %) обучались в украиноязычных классах, 1 335 (0,51 %) — в молдавоязычных, 400 (0,15 %) — в румыноязычных, 35 (0,01 %) — в болгароязычных. В украиноязычных классах учились все ученики в городской местности.

## Гербы

### Официальный герб
Герб российского периода утверждён 7 ноября 1847 года. В верхней части пересечённого щита в золотом поле герб Херсонский; в оставшейся части, в лазурном поле три аиста, которые стоят каждый на своем гнезде, два рядом и один между ними ниже.

### Герб Б. Кене
Б.Кене разработал проект герба города: в лазурном поле — три серебряных аиста с красными клювами, которые стоят каждый на золотом гнезде, два рядом и один между ними ниже. В свободной части — герб Херсонской губернии. Щит увенчан серебряной городской короной с тремя зубцами и обрамлён двумя золотыми колосками, обвитыми Александровской лентой. Герб утверждения не получил.

## Экономика

### Промышленность
Промышленный комбинат, пищевой комбинат, маслозавод «Салюс», газокомпрессорная станция.

### Сельское хозяйство
Зерновые, виноград, клубника, малина, абрикосы. Разведение крупного рогатого скота, свиней, овец.

## Транспорт
Ананьев находится в 15 км от железнодорожной станции Жеребково. Через город идет трасса М-13 «Кропивницкий — Платоново» (украино-молдавская граница).

## Галерея

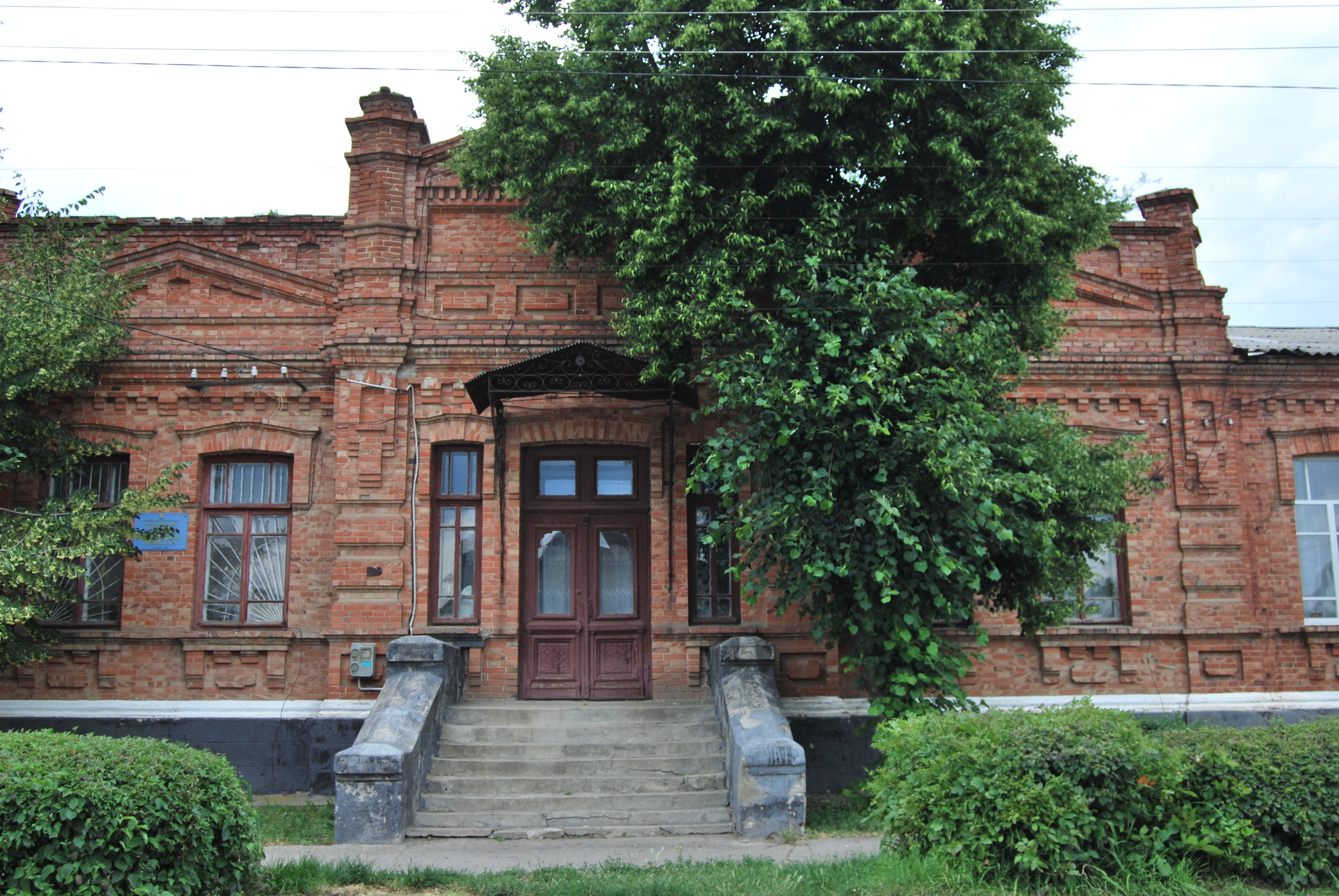
Здание училища
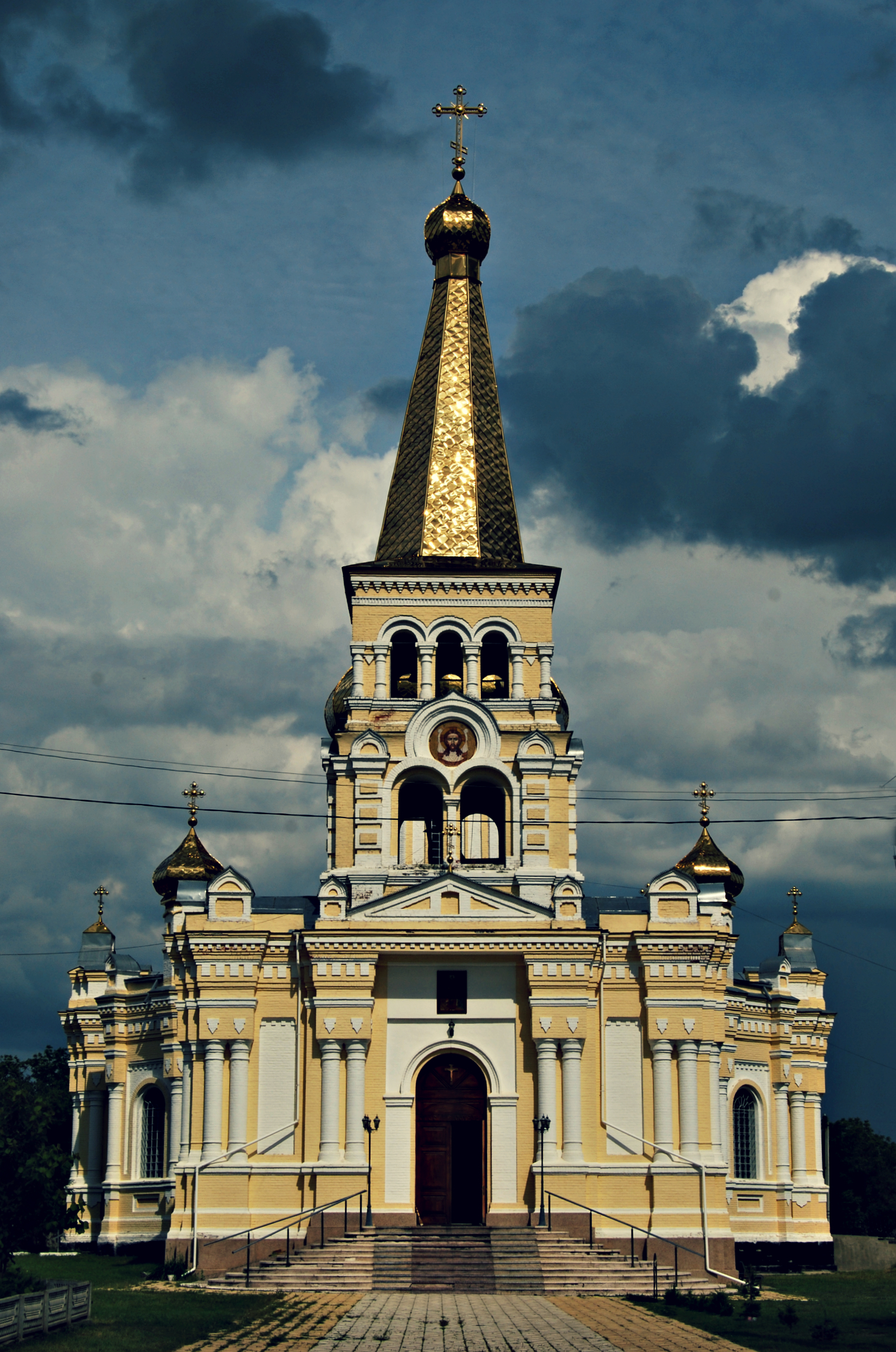
Собор Александра Невского
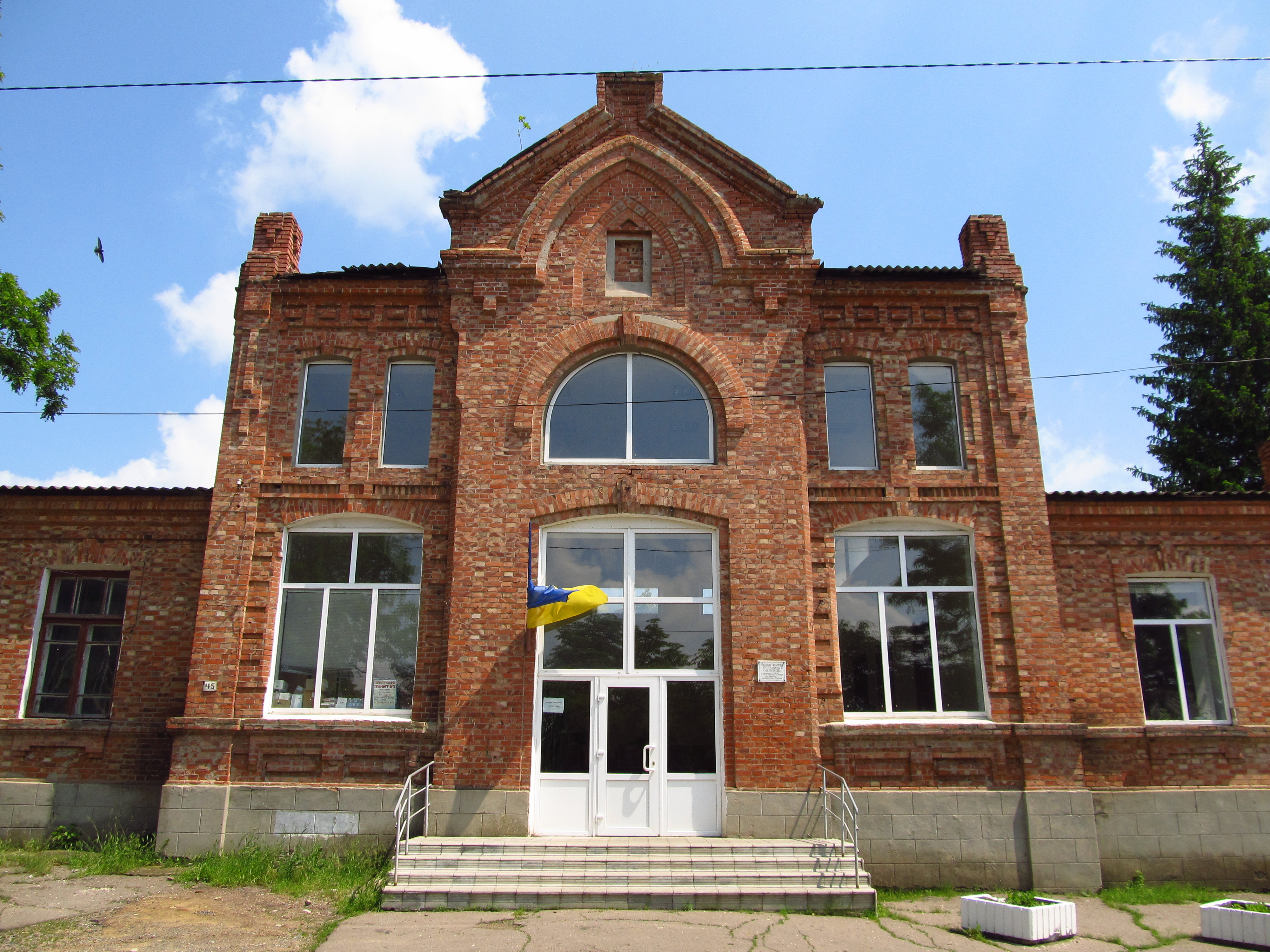
Госпиталь
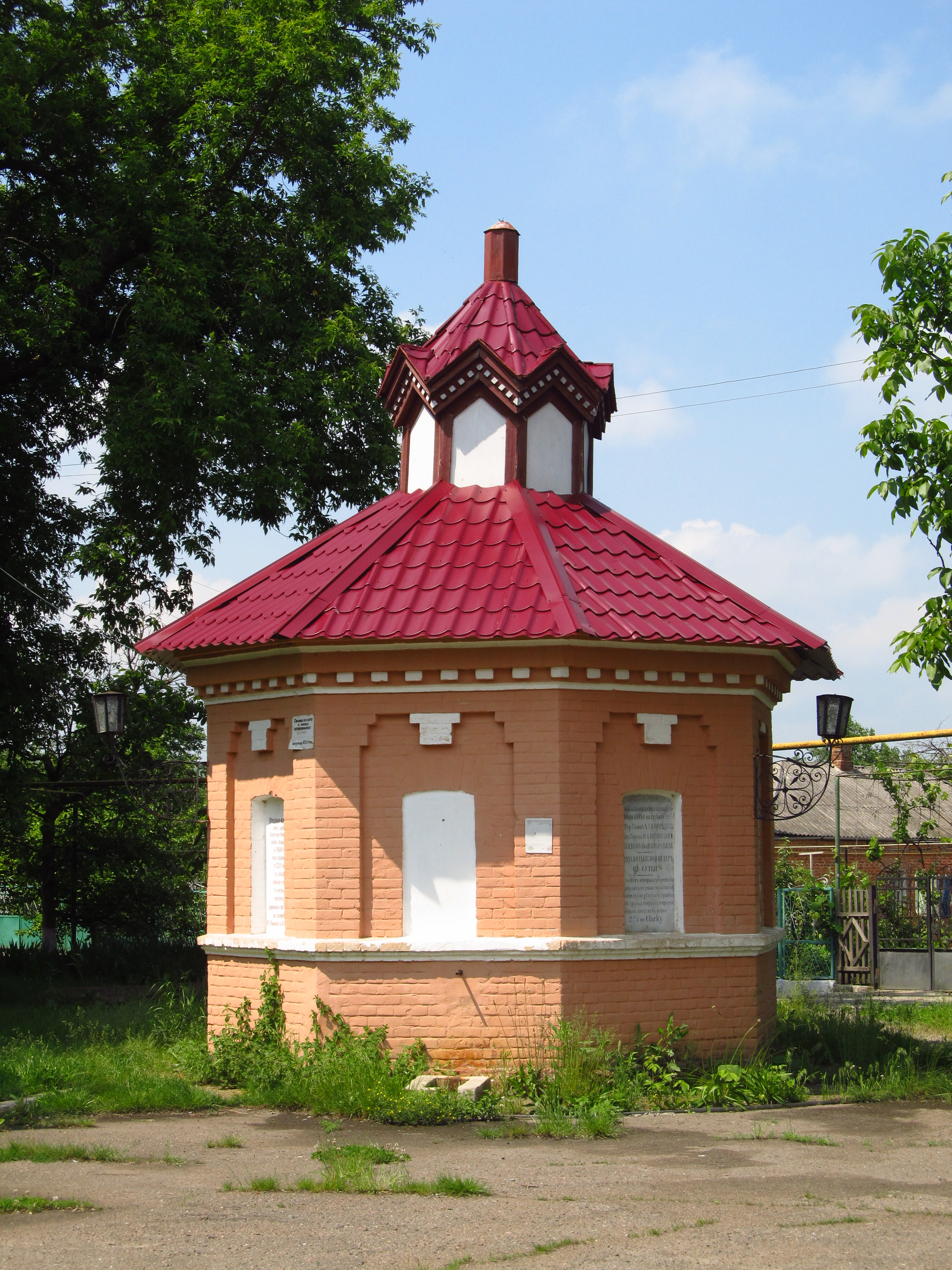
Колодец-часовня
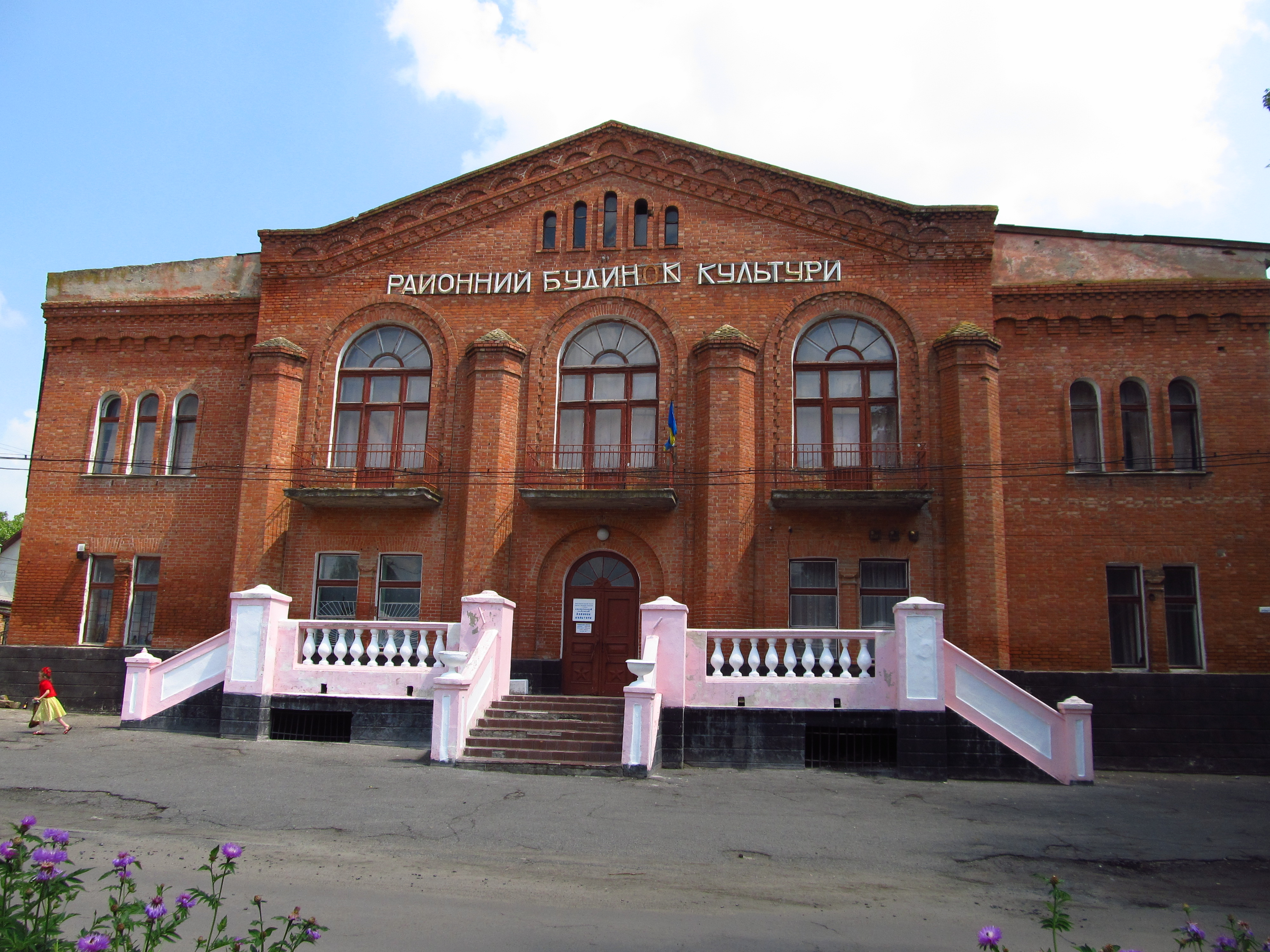
Дом культуры